# بوکس در المپیک تابستانی ۱۹۲۸
مشت‌زنی در بازی‌های المپیک تابستانی ۱۹۲۸ نام رویداد ورزش مشت‌زنی در بازی‌های المپیک تابستانی بود که در سال ۱۹۲۸ برگزار شد.

## جدول مدال‌ها
| رتبه | کشور                      | طلا | نقره | برنز | مجموع |
| ۱    | ایتالیا (ITA)             | ۳   | ۰    | ۱    | ۴     |
| ۲    | آرژانتین (ARG)            | ۲   | ۲    | ۰    | ۴     |
| ۳    | هلند (NED)                | ۱   | ۰    | ۱    | ۲     |
| ۴    | مجارستان (HUN)            | ۱   | ۰    | ۰    | ۱     |
| ۴    | نیوزیلند (NZL)            | ۱   | ۰    | ۰    | ۱     |
| ۶    | ایالات متحده آمریکا (USA) | ۰   | ۲    | ۱    | ۳     |
| ۷    | سوئد (SWE)                | ۰   | ۱    | ۱    | ۲     |
| ۸    | فرانسه (FRA)              | ۰   | ۱    | ۰    | ۱     |
| ۸    | آلمان (GER)               | ۰   | ۱    | ۰    | ۱     |
| ۸    | چکسلواکی (TCH)            | ۰   | ۱    | ۰    | ۱     |
| ۱۱   | بلژیک (BEL)               | ۰   | ۰    | ۱    | ۱     |
| ۱۱   | کانادا (CAN)              | ۰   | ۰    | ۱    | ۱     |
| ۱۱   | دانمارک (DEN)             | ۰   | ۰    | ۱    | ۱     |
| ۱۱   | آفریقای جنوبی (RSA)       | ۰   | ۰    | ۱    | ۱     |